# Stenophylax elongatus
Stenophylax elongatus är en nattsländeart som beskrevs av Navás 1932. Stenophylax elongatus ingår i släktet Stenophylax och familjen husmasknattsländor. Inga underarter finns listade i Catalogue of Life.